# ReLIFE
ReLIFE (яп. リライフ Рирайфу) — веб-комикс Яёйсо, а также снятые на её основе аниме-сериал и игровой полнометражный фильм. Главы манги изначально публиковалась NHN Japan на сайте comico с 12 октября 2013 года по 16 марта 2018, а позже были напечатаны в виде 15 томов издательством Earth Star Entertainment. Аниме-сериал был создан студией TMS Entertainment и впервые транслировался с 2 июля по 24 сентября 2016 года. В 2017 году вышел игровой полнометражный фильм с Тайси Накагавой в главной роли.

## Сюжет
Двадцатисемилетний Арата Кайдзаки является представителем поколения NEET, не имея стабильной работы и подрабатывая в местном магазине. Его скучная жизнь кардинально меняется, когда он встречает Рё Ёакэ — члена научно-исследовательского института ReLife, предлагающего ему принять участие в эксперименте ReLIFE: одна таблетка сделает его на 10 лет моложе, а по завершении эксперимента он примет другую, которая вернёт его реальный возраст и заставит окружающих забыть всё, что происходило в ходе эксперимента.
Арата соглашается и на следующий день обнаруживает себя семнадцатилетним школьником. Хоть он изначально и считал, что всё будет очень просто благодаря его «большому жизненному опыту», в первый же день оказывается, что он не может справиться с современной школьной программой. Помимо всего прочего, Рё должен следить за ним во время хода эксперимента. Теперь Арате нужно приложить все свои силы, чтобы избежать прошлых ошибок и вписаться в новое окружение.

## Персонажи
- Арата Кайдзаки (яп. 海崎 新太 Кайдзаки Арата) — главный герой, безработный после того, как будучи выпускником колледжа проработал в одной компании 3 месяца и уволился. На той работе он пытался заступиться за коллегу, но это лишь ухудшило её травлю и подтолкнуло к самоубийству, что травматизировало Арату. Его жизнь меняется, когда Рё Ёакэ предлагает ему принять участие в проекте ReLIFE. В ходе этого проекта он принимает таблетку, которая возвращает ему внешность 17-летнего юноши и даёт шанс ещё раз испытать на себе школьную жизнь. Из-за своего реального возраста выделяется среди одноклассников своей зрелостью, но, позабыв уже многое из школьной программы, вынужден часто пересдавать тесты. В конце истории становится работником ReLIFE и начинает встречаться с Тидзуру.

Сэйю: Кэнсё Оно, роль исполнил Тайси Накагава
- Тидзуру Хисиро (яп. 日代 千鶴 Хисиро Тидзуру) — одноклассница Кайдзаки, умная, но необщительная. Она вечно оказывается лучшей в классе, но оказывается крайне неловкой во всем, что касается общения с окружающими. Позже из сюжета раскрывается, что она также одна из участниц проекта ReLIFE. В конце истории начинает работать в ReLIFE и встречаться с Аратой.

Сэйю: Аи Каяно, роль исполнила Юна Тайра
- Рё Ёакэ (яп. 夜明 了 Ёакэ Рё:) — сотрудник университета ReLIFE, сверстник Араты. Его работой является наблюдение за Аратой и написание отчётов о его жизни в ходе проекта, поэтому он «учится» с ним в одном классе.

Сэйю: Рёхэй Кимура, роль исполнил Юдай Тиба
- Рэна Кариу (яп. 狩生 玲奈 Кариу Рэна) — одноклассница главного героя, сидящая рядом с ним. Она старается быть лучшей во всём.

Сэйю: Харука Томацу, роль исполнила Элайза Икэда
- Кадзуоми Ога (яп. 大神 和臣 О:га Кадзуоми) — одноклассник героя, хорош в учёбе, но плох в спорте. По мере развития сюжета осознаёт свои чувства к Рэне, и они становятся парой.

Сэйю: Юма Утида, роль исполнил Махиро Такасуги

## Медиа

### Манга
Манга была создана Яёйсо. Главы манги изначально публиковалась на сайте comico с 12 октября 2013 года по 16 марта 2018, а позже были напечатаны в виде 15 томов издательством Earth Star Entertainment. В последний том были включены две дополнительные главы: одна является прологом, рассказывающим о том, как Арата был выбран для эксперимента, а вторая является продолжением и рассказывает о том, что произошло после того, как Тидзуру и Арата вспомнили свою жизнь.

### Аниме
13 февраля 2015 года было объявлено о выходе аниме-сериала на основе манги, запланированного к премьере 2 июля 2016 года. Производством сериала занималась студия TMS Entertainment, режиссёром стал Томо Косака, сценаристами — Митико Ёкотэ и Кадзухо Хёдо, дизайнером персонажей — Дзюнко Яманака, а музыку к нему написал Масаясу Цубогути. 13 серий были показаны в приложении ReLIFE Channel 24 июня 2016 года до трансляции на телевидении.
4-серийный финал истории транслировался через Amazon Prime Video и был выпущен на Blu-ray и DVD 21 марта 2018 года.

### Фильм
15 апреля 2017 года вышел игровой полнометражный фильм режиссёра Такэси Фурусавы с Тайси Накагавой в главной роли. В фильме представлен  собственный конец истории.

### Спектакли
Спектакль на основе сюжета манги демонстрировался в Токио и Осаке в конце 2016 года.

## Критика
Манга заняла 6 место в опросе среди работников книжных магазинов Zenkoku Shotenin ga Eranda Osusume Comic в 2015 году. Она также была номинирована на 39-ю премию манги Коданся в общей категории. На 8 февраля 2016 года был продан 1 млн копий манги, а к октябрю того же года её скачали более 20 млн раз.